# 홍재형
홍재형(洪在馨, 1938년 3월 27일 ~ )은 대한민국의 정치인이다.

## 학력
- 1951년 교동국민학교 졸업
- 1954년 청주중학교 졸업
- 1957년 청주고등학교 졸업
- 1961년 서울대학교 경제학 학사
- 1966년 서울대학교 행정대학원 행정학 석사

### 명예 박사 학위
- 1998년 충북대학교 명예 정치학 박사

## 경력
- 재무부 외환국 사무관
- 세계은행 이사 보좌관
- 주영국 대한민국 대사관 재무관보
- 재무부 국제금융과장
- 주영국 대한민국 대사관 재무관
- 관세청 관세감독관
- 관세청 관세조사국장
- 재무부 관세국장
- 대통령비서실 경제비서관
- 해외협력위원회 기획부단장
- 경제기획원 대외경제조정실장
- 재무부 기획관리실장
- 재무부 제1차관보
- 관세청장
- 한국외환은행 은행장
- 재무부 장관
- 부총리 겸 경제기획원 장관
- 부총리 겸 재정경제원 장관
- KBO 총재
- 충북대학교 초빙교수
- 더불어민주당 중앙당 선거관리위원장
- 더불어민주당 일반고문

## 의정 활동
- 2000년 5월 30일 ~ 2012년 5월 29일 : 제16대 ~ 제18대 국회의원(충북 청주시 상당구)
- 국회 재정경제위원회 위원
- 국회 환경노동위원회 위원
- 국회 예산결산특별위원회 위원장
- 열린우리당 충청북도당 위원장
- 열린우리당 정책위원회 의장
- 국회 국방위원회 위원
- 열린우리당 상임중앙위원
- 대통합민주신당 충청북도당 위원장
- 통합민주당 최고위원
- 국회 정무위원회 위원
- 충북대학교 발전후원회장
- 제18대 후반기 국회부의장

## 수상
- 1982년 12월 홍조근정훈장
- 1990년 12월 황조근정훈장
- 1996년 2월 청조근정훈장 - 나라발전에 기여한 공로
- 1998년 2월 충북대학교 명예박사

## 역대 선거 결과
|  | 36.84% |

|  | 40.09% |

|  | 55.95% |

|  | 51.67% |

|  | 43.42% |

## 소속 정당
| 소속 정당 | 소속 정당      | 소속 기간 | 비고           |
| --------- | -------------- | --------- | -------------- |
|           | 신한국당       | 1996~1997 | 정계 입문      |
|           | 무소속         | 1997      | 탈당           |
|           | 국민신당       | 1997~1998 | 창당           |
|           | 새정치국민회의 | 1998~2000 | 합당           |
|           | 새천년민주당   | 2000~2003 | 합당           |
|           | 무소속         | 2003      | 탈당           |
|           | 열린우리당     | 2003~2007 | 창당           |
|           | 무소속         | 2007      | 탈당           |
|           | 대통합민주신당 | 2007~2008 | 창당           |
|           | 통합민주당     | 2008      | 합당           |
|           | 민주당         | 2008~2011 | 당명 변경      |
|           | 민주통합당     | 2011~2013 | 합당 정계 은퇴 |
|           | 민주당         | 2013~2014 | 당명 변경      |
|           | 새정치민주연합 | 2014~2015 | 합당           |
|           | 더불어민주당   | 2015~현재 | 당명 변경      |

## 같이 보기
- 청주시 상당구 (선거구)
- 청주시 상당구의 국회의원
- 대한민국의 경제부총리
- 대한민국의 관세청장
- 대한민국의 기획재정부 차관보
- 대한민국의 기획재정부 장관
- 대한민국의 국회부의장